# Modesto (escritor)
Modesto (em latim: Modestus) foi um escritor do período do cristianismo primitivo mencionado brevemente por Eusébio de Cesareia em sua História Eclesiástica como sendo o autor de um livro contra os Marcião. Eusébio o elogia como tendo "exposto os erros deste homem de forma mais clara para que todos pudessem enxergar."
Jerônimo escreveu também sobre ele em sua De Viris Illustribus (c. 32), na qual ele afirma que outras obras também atribuídas a Modesto na época já eram consideradas espúrias.